# Good Old-Fashioned Lover Boy
Good Old-Fashioned Lover Boy – piosenka brytyjskiego zespołu rockowego Queen autorstwa Freddiego Mercury’ego. Utwór został wydano jako czwarty singiel, który promował album A Day at the Races (1976). To wydawnictwo trafiło na rynek jako minialbum Queen’s First EP, na którym znalazły się też utwory: „Death on Two Legs” (1975), „Tenement Funster” (1974) i „White Queen” (1974).

## Covery
Na albumie kompilacyjnym Killer Queen: A Tribute to Queen (2005) umieszczono wersję utworu, którą nagrał Jason Mraz.
Lily Allen w 2007 nagrała cover utworu, zmieniając ostatnie słowo tytułu z boy na girl. Cover ten dotarł do 4. miejsca brytyjskiej listy przebojów.